# Slag bij Azukizaka (1564)

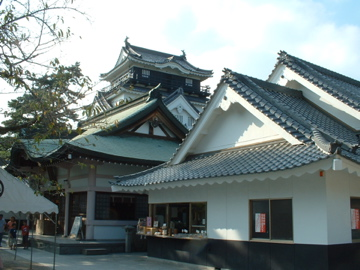
Kasteel Okazaki, thuis van de Matsudaira.

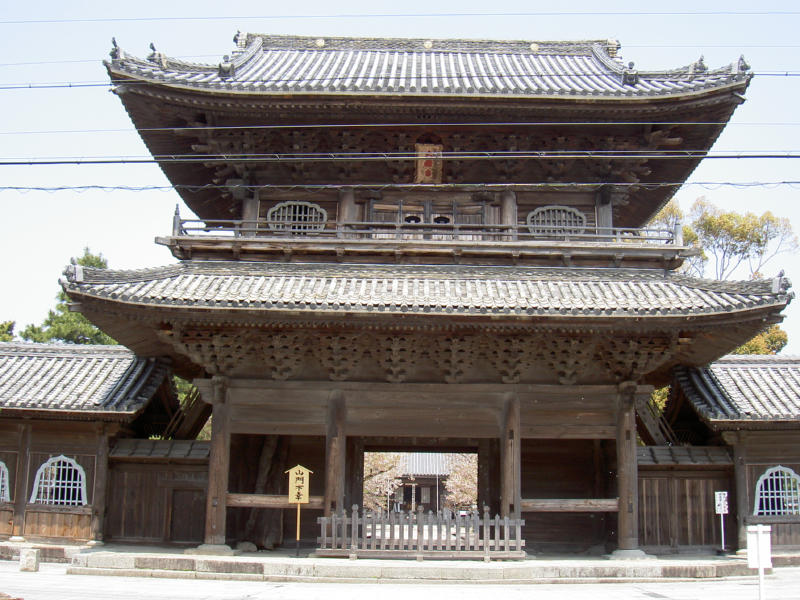
Het Jodo-klooster van Daiju-ji was onder bescherming van de Matsudaira-clan en steunde Motoyasu te Azukizaka

De Slag bij Azukizaka (Japans: 小豆坂の戦い, Azukizaka no tatakai), ook bekend als de Slag bij Bato-ga-hara (Japans: 馬頭原の戦い, Bato-ga-hara no tatakai) was een slag tijdens de Japanse Sengoku-periode in 1564. Matsudaira Motoyasu (de later Tokugawa Ieyasu), probeerde om de groeiende dreiging van de Ikko-ikki, een samenwerking van monniken, samoerai en boeren die sterk tegen samoerai heerschappij waren, te vernietigen.
Er was een groeiende spanning in de provincie Mikawa omdat de Ikki druk van de samoerai weerstonden om belasting te heffen op hun tempels. In 1563 braken gevechten uit toen Suganuma Sada, een vazal van de Matsudaira, de Jogu-ji tempel in Okazaki binnentrad en de rijst van de tempel in beslag nam. In antwoord hierop vielen monniken het kasteel van Suganuma aan en brachten de rijst terug naar de Jogu-ji tempel alwaar ze zichzelf barricadeerden. Boodschappers van Motoyasu die de opdracht hadden om de onrust te onderzoeken werden geëxecuteerd. In een ander incident vielen samoerai van de Ikki een handelaar aan in de tempelstad Honsho-ji. Motoyasu viel de tempel aan, maar werd verslagen.
De slag bij Azukizaka vond plaats op 15 januari 1564. Motoyasu had besloten om zijn troepen te concentreren om de Ikki in Mikawa te verslaan en hij zocht hierbij hulp van de krijger-monniken van het Daiju-ji klooster, met wie hij goede relaties had. In het kamp van de Ikki waren enkele vazallen van Motoyasu, waaronder Honda Masanobu, die vanwege religieuze redenen waren overgelopen. Het was een intensieve strijd en Motoyasu zou zelf het strijdtoneel betreden, waarbij hij onder andere tegenstanders uitdaagde en kogels in zijn harnas terechtkwamen. Hij liep hierbij geen verwondingen op. Het dappere optreden van Motoyasu zou enkele van de samoerai-overlopers doen besluiten om van loyaliteit te wisselen en hierop werden de Ikki verslagen.
De slag zou niet het einde zijn van de Ikki in Mikawa. Motoyasu zette zijn campagne voort om de Ikki te verdrijven uit de provincie.